# Carl Böhret
Carl Böhret (* 30. Juli 1933 in Bad Friedrichshall) ist ein deutscher Politologe und Verwaltungswissenschaftler.

## Leben
Böhret studierte nach einer Mechanikerlehre von 1958 bis 1962 Politikwissenschaft und Wirtschaftswissenschaften an der FU Berlin. Im Jahr 1965 erfolgte die Promotion zum Dr. rer. pol., nach einjährigem Forschungsaufenthalt an der Brookings-Institution in Washington D.C. habilitierte er sich 1970 an der Wirtschafts- und Sozialwissenschaftlichen Fakultät der FU Berlin für das Fach Politikwissenschaft. 1970/1971 war Böhret Leiter der Hauptabteilung „Planung und Koordination“ beim Vorstand der Audi NSU Auto Union AG.
Von 1971 bis 1974 war Böhret ordentlicher Professor für Politikwissenschaft, insbesondere Politische Wirtschaftslehre an der FU Berlin. Im Jahr 1975 erfolgte die Berufung für den Lehrstuhl für Politikwissenschaften an die Deutsche Hochschule für Verwaltungswissenschaften Speyer, deren Rektor er von 1989 bis 1991 war. Böhret war auch Mitglied der Projektgruppe Regierungs- und Verwaltungsreform, welche unter anderem Vorschläge für eine Reorganisation der Bundesregierung, inklusive einer Neuordnung der Geschäftsbereiche der Bundesministerien, erarbeiten sollte.
Daneben war Böhret von 1984 bis 1988 Geschäftsführender Direktor des Forschungsinstitutes für öffentliche Verwaltung (FÖV). Von 1996 bis 2007 war Carl Böhret wissenschaftlicher Leiter der von ihm am FÖV angesiedelten „Wissenschaftlichen Dokumentations- und Transferstelle für Verwaltungsmodernisierung in den Ländern (WiDuT)“. Zudem war er u. a. 1983–1985 stellvertretender Vorsitzender der Deutschen Vereinigung für Politikwissenschaft (DVPW) und von 1994 bis 1999 Wissenschaftlicher Leiter der Verwaltungsmodernisierungskommission Rheinland-Pfalz.
Im Jahre 2004 erhielt Böhret für seine Forschung zum Thema Gesetzesfolgenabschätzung den Wissenschaftspreis: Gesellschaft braucht Wissenschaft (Leibniz-Gemeinschaft).
Böhrets Forschungsschwerpunkte reichen von der politischen Theoriebildung über die Regierungslehre, die Staatsreform und Verwaltungsmodernisierung bis zur Policy-Analyse und Folgenforschung. Das besondere Kennzeichen der Forschungsergebnisse Carl Böhrets besteht auch in ihrer expliziten Praxisorientierung. Dazu zählt insbesondere das im Auftrag der Bundesregierung erstellte Handbuch Gesetzesfolgenabschätzung, das erstmals die zum Großteil an der Deutschen Hochschule für Verwaltungswissenschaften Speyer entwickelten Methoden einer folgenorientierten Gesetzgebung bündelt.
Böhret war von 2001 bis zum 13. November 2008 Vorsitzender der nach dem deutschen Merkantilisten des 17. Jahrhunderts Johann Joachim Becher benannten Johann-Joachim-Becher-Gesellschaft, die unter anderem das Ziel hat, „den Austausch von Wissen und Rat zwischen Wirtschaft, Wissenschaft und Technologie, Politik und Verwaltung zu pflegen sowie an der Umsetzung von daraus gewonnenen Erkenntnissen mitwirken“. Böhret ist Ehrenvorstandsmitglied der Gesellschaft.

## Schriften (Auswahl)
- (mit Götz Konzendorf): Handbuch Gesetzesfolgenabschätzung (GFA). Gesetze, Verordnungen, Verwaltungsvorschriften. Baden-Baden: Nomos Verlagsgesellschaft 2001, ISBN 3-7890-7424-1
- (mit Götz Konzendorf): Ko-Evolution von Gesellschaft und funktionalem Staat. Ein Beitrag zur Theorie der Politik, Westdeutscher Verlag, Opladen, Wiesbaden 1997, ISBN 978-3-531-13093-4
- (mit Michael Hofmann): Umweltverträglichkeit. Test von Umweltrecht im Planspiel, Verlag Peter Lang, Frankfurt/M., Berlin, Bern, New York, Paris, Wien 1996, ISBN 978-3-631-44054-4
- Funktionaler Staat. Ein Konzept für die Jahrhundertwende? Lang, Frankfurt/M. 1993, ISBN 3-631-45958-0
- Nachweltschutz. Sechs Reden über politische Verantwortung. Lang, Frankfurt/M. 1991, ISBN 3-631-43731-5
- Folgen. Entwurf für eine aktive Politik gegen schleichende Katastrophen, Verlag Leske und Budrich, Opladen 1991, ISBN 978-3-8100-0846-6
- Politik und Verwaltung. Beiträge zur Verwaltungspolitologie. Westdeutscher Verlag, Opladen 1993, ISBN 3-531-11685-1
- (mit Werner Jann, Eva Kronenwett): Innenpolitik und politische Theorie. Ein Studienbuch. 3. Aufl. Westdeutscher Verlag, Opladen 1988, ISBN 3-531-11494-8
- (mit Peter Franz): Technologiefolgenabschätzung. Institutionelle und verfahrensmäßige Lösungsansätze. Campus-Verlag, Frankfurt/M. 1982, ISBN 3-593-33069-5
- (mit Werner Hugger): Test und Prüfung von Gesetzentwürfen. Anleitungen zur Vorabkontrolle und Verbesserung von Rechtsvorschriften. Heymann, Köln 1980
- (mit Werner Hugger): Der Praxistest von Gesetzentwürfen. Nomos, Baden-Baden 1980, ISBN 3-7890-0569-X
- (mit Marie Therese Junkers): Führungskonzepte für die öffentliche Verwaltung. Kohlhammer, Stuttgart 1976, ISBN 3-17-002785-9
- Grundriß der Planungspraxis. Mittelfristige Programmplanung und angewandte Planungstechniken. Westdeutscher Verlag, Opladen 1975, ISBN 3-531-11199-X
- Entscheidungshilfen für die Regierung. Modelle, Instrumente, Probleme. Westdeutscher Verlag, Opladen 1970 (= Habilitationsschrift Freie Universität Berlin)
- Aktionen gegen die „kalte Sozialisierung“ 1926–1930. Ein Beitrag zum Wirken ökonomischer Einflußverbände in der Weimarer Republik. Duncker & Humblot, Berlin 1966 (= Dissertation Freie Universität Berlin).